# إدغار بال
إدغار بال (11 يناير 1892 في المملكة المتحدة - 15 مايو 1969 في كندا) (بالإنجليزية: Edgar Ball)‏ هو لاعب كريكت بريطاني وبريطاني (وحمل سابقاً جنسية المملكة المتحدة لبريطانيا العظمى وأيرلندا). لعب مع نادي مقاطعة سومرست للكريكت ‏.

## وصلات خارجية
- إدغار بال على موقع إي آس بي آن كريك إنفو (الإنجليزية)